# Martín Aguirregabiria
Martín Aguirregabiria Padilla (em basco: Martín Agirregabiria Padilla; Vitoria-Gasteiz, 10 de maio de 1996) é um futebolista espanhol que atua como lateral-direito ou esquerdo. Atualmente, defende o Cartagena.

## Carreira
Martín começou a carreira no Alavés.[carece de fontes?]

## Títulos
Espanha
- Campeonato Europeu Sub-21: 2019[2]